# 斯莫利亞涅 (奧夫魯奇區)
51°15′31″N 28°41′20″E / 51.25861°N 28.68889°E
斯莫利亞涅（烏克蘭語：Смоляне），是烏克蘭北部的村莊，隸屬日托米爾州的科羅斯滕區。該村面積2.07平方公里，海拔高度162米，2001年人口51，人口密度每平方公里24.64人。